# Artilleriewerk Schmockenfluh

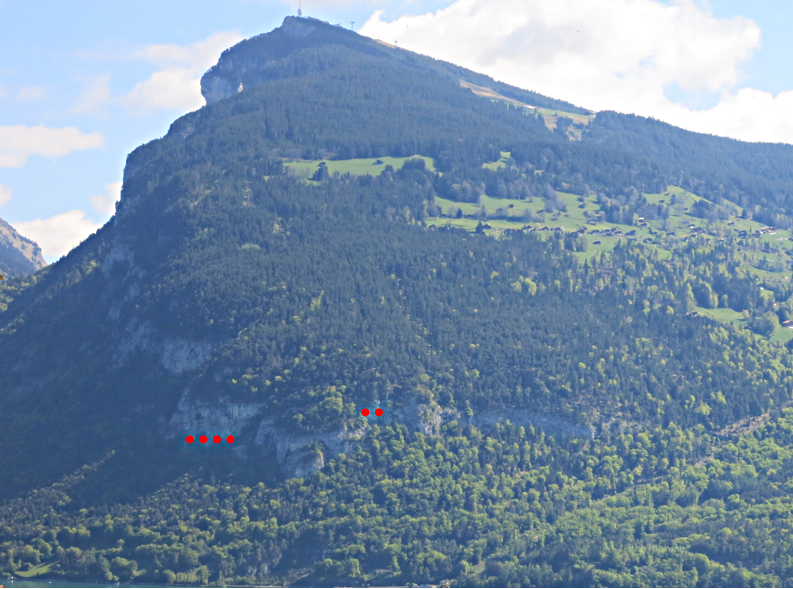
Niederhorn: Lage Schmockenfluh

Das Artilleriewerk Schmockenfluh (Armeebezeichnung A 1881) der Schweizer Armee befindet sich auf dem Gebiet der Gemeinden Beatenberg und Sigriswil am rechten Ufer des Thunersees im Berner Oberland. Es liegt in der gleichen Felswand des Niederhorns (Krachenfluh / Schmockenfluh) oberhalb des Dorfes Merligen und unterhalb der beiden Werke Legi und Waldbrand. Das Werk gehörte zum Einsatzraum der 3. Division und ab 1947 der Reduitbrigade 21. 
Die Anlage wurde 1942 erstellt und der Rückbau erfolgte 2003.

## Geschichte
Den Anstoss zum Bau des Werks gab die von General Guisan befohlene neue Armeestellung im Reduit (Operationsbefehle Nr. 11, 12, 13). Die 3. Division (Berner Division) wurde von der Limmatstellung abgezogen und dislozierte vom Fricktal in den neuen Einsatzraum beidseits des Thunersees. 
Die 3. Division bildete mit Befehl vom März 1941 die Divisionsartilleriegruppen (Div Art Gr) I am linken und II am rechten Thunerseeufer. 
Die Anlage wurde von folgenden Truppen betrieben: Festungskompanie 73 und I/14, Festungsartilleriekompanie III/24 und zuletzt Festungsartilleriekompanie II/15. 

## Bewaffnung
Als erste Bewaffnung wurden zwei 7,5 cm und vier 10,5 cm Befestigungskanonen eingebaut. Später wurden diese mit zwei 10,5 cm Kanonen 35 L42 auf Hebellafette (Kampfstand M1/M2) sowie vier 10,5 cm Kan 39 L42 auf Ständerlafetten (Kampfstand R1/R2/L1/L2) ersetzt. 
Das Schussfeld der drei Artilleriewerke Legi, Waldbrand und Schmockenfluh im Raum Beatenberg deckte von der rechten Begrenzung Oppligen überlappend bis zum BLS-Viadukt in Frutigen einen Bogen ab, der mit schweren Granaten mit einer Reichweite von rund 21 Kilometern eingedeckt werden konnte. Die Feuerleitung erfolgte zentral vom Kommandoposten Heinrich aus.

## Werkinfrastruktur

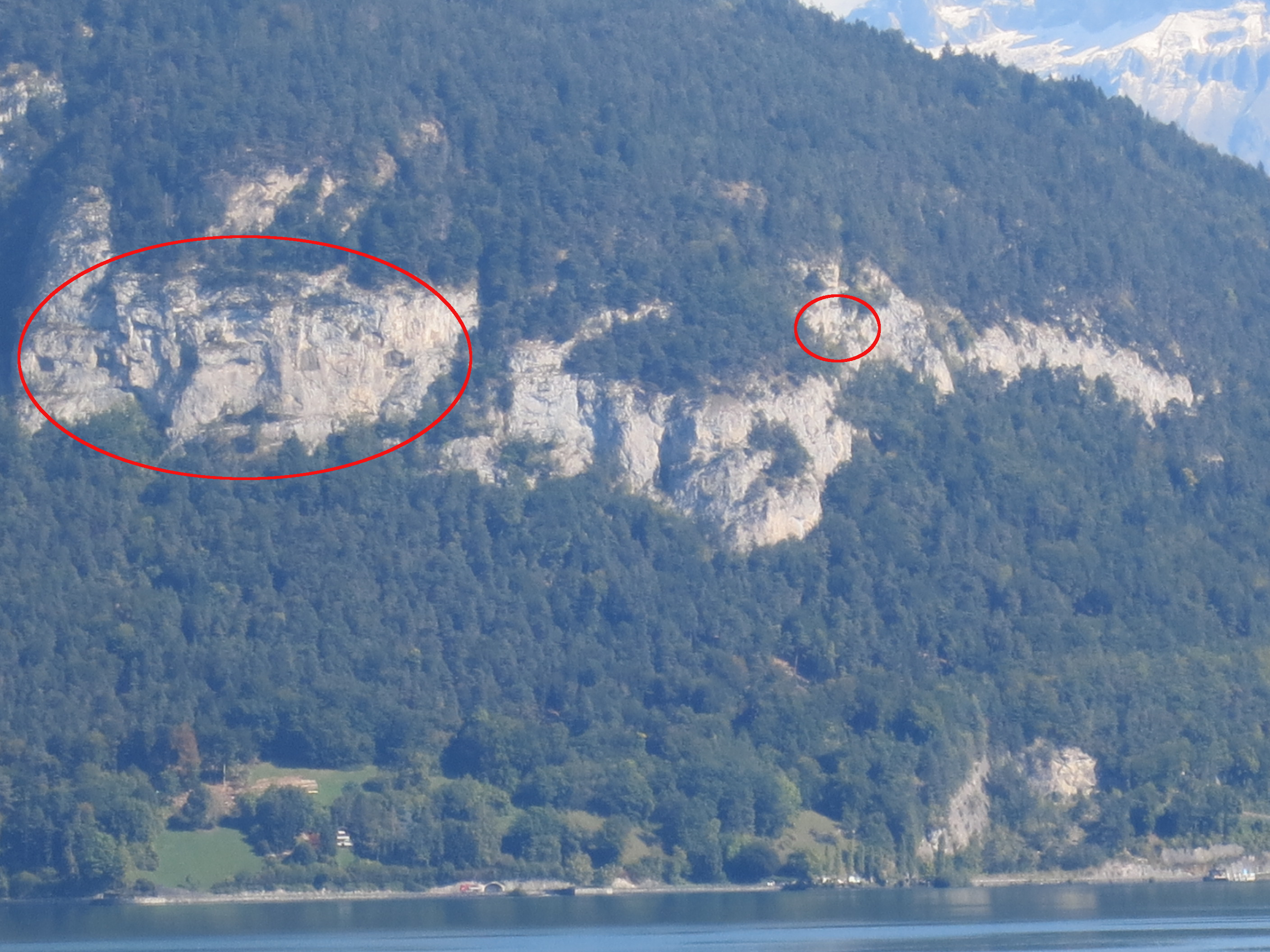
Scharten West und Ost

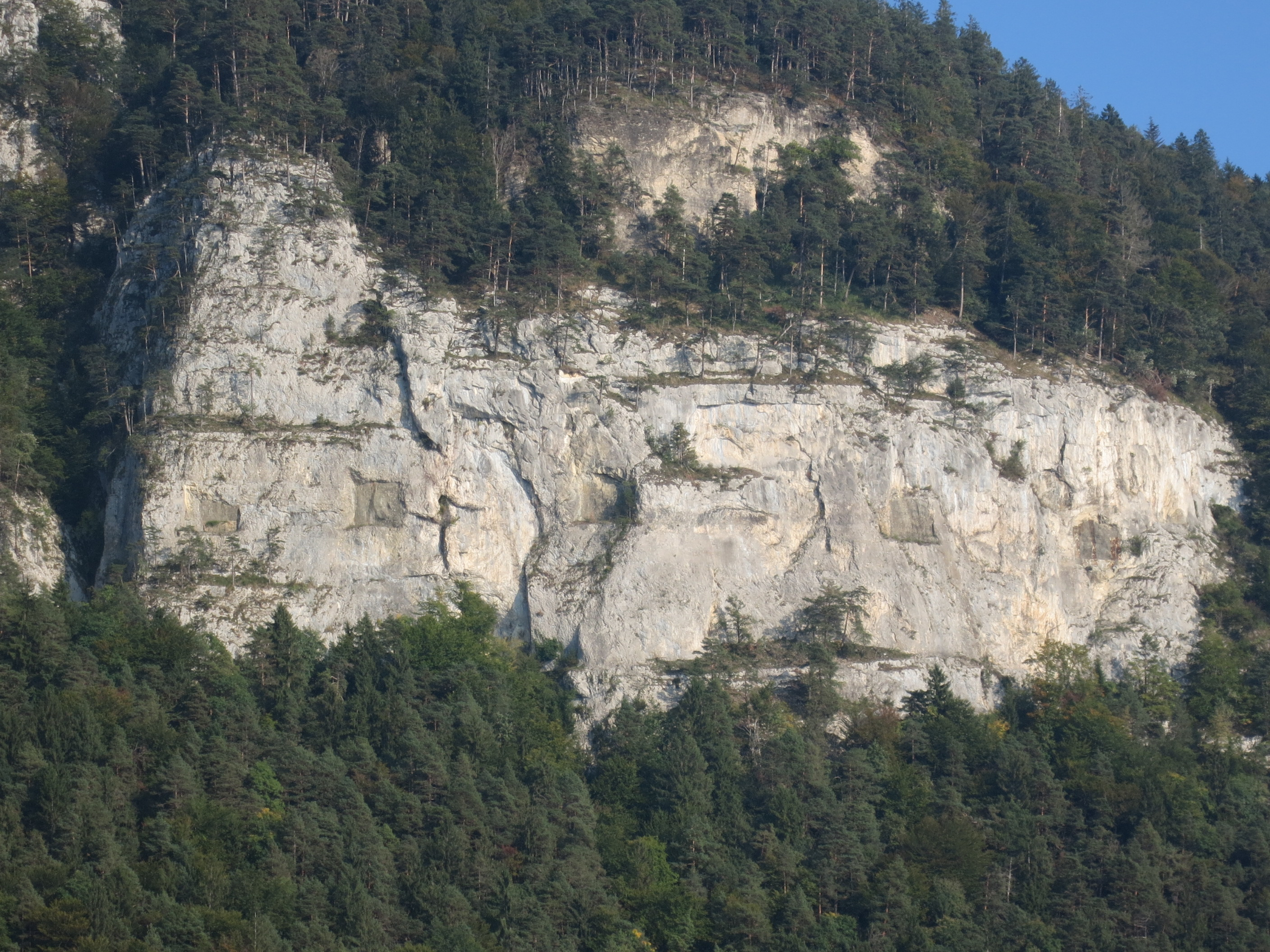
Scharten West

Das Werk war ein typisches Reduit-Kasemattwerk des Büros für Befestigungsbauten (BBB). 
Der Zugang erfolgte von der ehemaligen Ausstiegsstelle der Standseilbahn Thunersee-Beatenberg aus. Der zwei Meter breite Hauptstollen ist rund 700 Meter lang, die Nebenstollen und Zugänge zu den Kampfständen rund 360 Meter. Die Höhendifferenz vom Eingang ⊙ bis zur Unterkunft beträgt 50 Meter. Die Besatzung umfasste 180 Mann.
- zwei Kampfstände (M1/M2) mit Hebellafetten (4 × 8, 3 Meter hoch)
- vier Kampfstände (R1/R2, L1/L2) mit Ständerlafetten (5,7 × 6,5, 4 Meter hoch)
- drei Beobachtungsposten
- zwei Notausgänge (N1 im westlichen Teil der Anlage in einem schwer zugänglichen Couloir, N2 unterhalb des Beobachtungspostens 2 beim Kampfstand M2)
- drei grosse Munitionsmagazine (40 Meter lang)
- externe Stromversorgung mit drei Leitungen à 380 Volt
- zwei Sulzer-Dieselmotoren mit je 80 PS für die Notstromversorgung
- drei Tanks mit je 8000 Litern Diesel im Maschinenraum (bei 24-Stunden-Betrieb für 33 Tage)
- Frischluft wurde beim Notausgang N2 angesaugt
- Abluft konnte beim Kampfstand M1 über einen Auspuff entweichen
- Frischwasser-Reservoir mit zwei Behältern für je 75'000 Liter sowie einer für 5000 Liter Wasser
- Abwasser wurde in einer Klärgrube gesammelt und über die Kanalisation in die Beatenbucht hinuntergeführt
- Unterkunft befand sich im hinteren Teil des Werkes, 400 Meter vom Haupteingang.
- Unterkunftstrakt (Unterkunft 1 und 2) lag auf zwei Geschossen
- Küche und grosser Lagerraum für die Lebensmittelvorräte im Westteil der unteren Etage
- Standort des Werkkommandanten (Obergeschoss der Unterkunft 1)
- Schlafräume, Essräume, Toilettenanlagen und Duschen, Krankenstation auf beiden Trakten
- Hauptrettungsstation mit einem Schanzzeug-Sortiment (nach Eingang).
- Rettungsstation 2 (Unterkunftstrakt)
- 20 Feuerlöscher (Wassernebel, Luftschaum, Kohlensäure, Staub)
- sieben Depots mit Schanzwerkzeugen, Löschwagen, Ölwehr-Material und diversen Eimerspritzen[1]

## Heute
Seit 2003 ist die Anlage vollständig ausgeräumt und rückgebaut. Die allgemeinen Installationen inklusive der Übermittlung und die elektrischen Anlagen wurden entfernt. Vor den Notausgängen sowie dem Eingang wurden Gitter montiert. Die Geschützrohre wurden zersägt und teilweise in den Kampfständen oder in leeren Munitionsmagazinen deponiert. Das ausgeräumte Material wurde mit der Thunersee-Beatenberg-Niederhornbahn in die Beatenbucht abtransportiert.